# Gärds, Albo och Villands häraders domsaga
Gärds, Albo och Villands häraders domsaga var en domsaga i Kristianstads län.  Den bildades 1682/1683 när svensk lag infördes.
Domsagan avskaffades 1861 då den delades upp i Villands och Östra Göinge domsaga och Gärds och Albo domsaga.
Domsagan lydde under hovrätten över Skåne och Blekinge (före 1821 Göta hovrätt).

## Tingslag
- Villands tingslag
- Albo tingslag
- Gärds tingslag